# Kumanovo
Kumanovo (în macedoneană Куманово) este un oraș din Republica Macedonia de Nord. Populația orașului potrivit recensǎmântului din 2002 era de 70,842 locuitori.

## Geografie
Kumanovo se află la nordul țării sub muntele Skopska Crna Gora și conectează multe orașe în Macedonia de Nord din cauza poziției geografice excelente. Sunt 4 râuri precum: Pcinia, Kumanovska și Kriva Reka. Astfel, sunt 2 lacuri: Lipkovo și Glajnia.

## Populație
Potrivit numărului locuitorilor după Recensământul în 2002, Kumanovo este al doilea oraș după numărul populației. Kumanovo însumează o populație de 76.200 de locuitori. 
- Macedoneni 47.743 (62 %)
- Albanezi     18.000 (23 %)
- Sârbi         5.200  (6 %)
- Alți                     6.000  (9 %)

## Personalități născute aici
- Vanja Bulić (n. 1947), jurnalist, actor sârb;
- Sanja Atanasovska (n. 1985), jurnalistă, poetă macedoneană;
- Naser Aliji (n. 1993), fotbalist macedonean;
- Stole Dimitrievski (n. 1992), fotbalist macedonean.